# Constructor University
Constructor University (precedentemente detta Jacobs University Bremen e International University Bremen, IUB) è un'università privata di Brema, in Germania.
Dispone di quattro college: Alfried Krupp college, Mercator college, college III e college Nordmetall.